# Sinus Concordiae
Sinus Concordiae (lat. für Bucht der Eintracht) ist ein kleines buchtartiges Mare am Mare Tranquillitatis auf dem Erdmond. Der Name wurde von der Internationalen Astronomischen Union im Jahr 1976 festgelegt.
Die dunkelgraue Basaltfläche des erstarrten Lavasees hat einen mittleren Durchmesser von 142 Kilometer. Er befindet sich am Ostrand des Mare Tranquillitatis bei den mittleren selenografischen Koordinaten 10° 48' Nord und 43° 12' Ost. Nordwestlich von ihm erstreckt sich Sinus Amoris.